# Sibambea
Sibambea is een geslacht van hooiwagens uit de familie Cosmetidae.
De wetenschappelijke naam Sibambea is voor het eerst geldig gepubliceerd door Roewer in 1917. 

## Soorten
Sibambea is monotypisch en omvat slechts de volgende soort:
- Sibambea rotunda